# Ditomyia insularis
Ditomyia insularis är en tvåvingeart som beskrevs av Zaitzev 1994. Ditomyia insularis ingår i släktet Ditomyia och familjen hårvingsmyggor. Inga underarter finns listade i Catalogue of Life.